# Giovanni Forti
Giovanni Forti (7 febbraio 1954 – Roma, 3 aprile 1992) è stato un giornalista italiano.

## Biografia
A 19 anni entra nel quotidiano comunista Il manifesto, quindi è inviato di Reporter, quotidiano fondato, tra gli altri, da Enrico Deaglio e Adriano Sofri. Poi passa all'Europeo, e quindi all'Espresso, di cui diventerà corrispondente da New York. Dopo un periodo d'incertezza, nel corso del quale ha anche una relazione eterosessuale con Giovanna Pajetta, figlia di Gian Carlo Pajetta, da cui nasce un figlio, fa coming out come gay e aderisce al neonato movimento di liberazione omosessuale. Organizza anche a Genova un incontro fra i militanti gay legati all'area della sinistra extraparlamentare e collabora col periodico gay Lambda.
Nel 1987 scopre di essere sieropositivo. Parla pubblicamente della sua condizione, diventando così una delle prime persone in Italia a discutere in prima persona, e a dare testimonianza, della condizione sociale e umana della persona sieropositiva o con AIDS. Di famiglia ebraica, il 23 giugno del 1991 Forti si unisce simbolicamente con rito ebraico al giornalista americano Brett Shapiro, che aveva conosciuto nel 1990; il rito di benedizione (perché di questo si trattava, anche se la stampa italiana parlò impropriamente di "matrimonio gay" con rito ebraico) viene celebrato in una sinagoga americana. Il settimanale L'espresso, per cui scrive Forti, pubblica le foto del "matrimonio", che fanno molto effetto sull'opinione pubblica. Dopo la cerimonia, i due vivono insieme, a Roma, con il figlio adottivo di Shapiro, Zac, e con il figlio biologico di Giovanni Forti.
Il 16 febbraio 1992 Forti pubblicò su l'Espresso una cronaca limpida, e insieme ottimista, della sua malattia, che ormai era in fase avanzata. Il settimanale gli dedicò la copertina e la sua storia ha notevole risalto: poco tempo dopo è invitato a ripetere la sua testimonianza in pubblico sulla Rai, da Enzo Biagi. La malattia, già a uno stato gravissimo, arrivò però a una fase terminale qualche mese dopo, nonostante il tentativo di ricorrere alle terapie sperimentali più avanzate, come quella di "sostituire" il sangue in circolo, effettuata in una clinica svizzera. Morì a soli 38 anni. Il compagno, che lo assistette fino alla fine, lo ricordò nel libro L'intruso. Alla sua memoria fu intitolato, per qualche tempo, il circolo Arcigay di Bari. A lui è intitolata una via nel Parco botanico di Villa Fiorelli in Roma.